# 이베이 (음악 그룹)
이베이(Ibeyi)는 프랑스, 쿠바의 음악 듀오이다. 리사카인데와 나오미는 쌍둥이 자매 사이이다. 영어와 요루바어로 노래한다.